# La casa degli Usher (film 2006)
La casa degli Usher (The House of Usher) è un film del 2006, diretto da Hayley Cloake.
La sceneggiatura, scritta da Collin Chang, si basa sul racconto breve La caduta della casa degli Usher di Edgar Allan Poe.

## Trama
Jill Masters non vede e non sente il suo ex fidanzato, Roderick "Rick"Usher, e la sua migliore amica, Madeline "Maddy" Usher, da tre anni.
Una sera, Rick contatta Jill e la informa della prematura scomparsa di Maddy; il cui ultimo desiderio sarebbe stato di poter vedere Jill ai suoi funerali. Lottando, Jill ritorna alla casa degli Usher, in una remota cittadina della Nuova Inghilterra.
Qui, la storia d'amore con Rick sembra prendere di nuovo piede, dopo che Jill scopre come anche lui soffra della stessa malattia che ha portato via sua sorella gemella Maddy, colpendola principalmente nello stato mentale. I sintomi si manifestano con rare condizioni di nervosismo, che lo rendono ipersensibile. Tenuto sotto stretta sorveglianza dall'occhio vigile dell'infermiera Thatcher, Rick inizia a entrare in intimità con Jill, che nel frattempo sembra essere perseguitata dal fantasma di Maddy.
Un test di gravidanza conferma poi l'ingravidamento di Jill; ma tutto crolla, quando la ragazza scopre il terribile passato della famiglia Usher, fatto di incesti da cinque/sei generazioni, e dai cui rapporti ogni volta sarebbero scaturiti due gemelli, fino a Maddy e Rick, i quali anch'essi avrebbero dovuto continuare la linea di sangue incestuosa per una maledizione che affligge la loro famiglia.

## Cameo
Alla scena del funerale ha partecipato anche Judy Allan Poe, discendente del celebre scrittore dal cui racconto è tratto il film.